# Desclassificats
Desclassificats és un telefilm de thriller polític del 2013 dirigit per Abel Folk i Joan Riedweg, basada en l'obra de teatre homònima amb guió escrit per Pere Riera, i produïda per Animal Films, Focus i TV3. Tracta sobre la relació entre l'ètica personal, la política i el periodisme. Ha estat emesa per TV3 el 13 de novembre de 2013.

## Repartiment
- Emma Vilarasau...	Sílvia Utgés
- Abel Folk	 ...	Cáceres
- Toni Sevilla	 ...	Víctor Bosch
- Clàudia Pons	 ...	Bruna
- Jordi Brau...	Enric
- Dafnis Balduz	 ...	Santi
- Mireia Pàmies	 ...	Policia dona
- David Segú	 ...	Policia home
- Elisabet Paz	 ...	Gemma
- Francesc Pagès ...	Advocat
- Martin Villanueva	...	Rai

## Nominacions
Fou nominada al Gaudí a la millor pel·lícula per televisió.